# Hyposmocoma quinquemaculata
Hyposmocoma quinquemaculata — вид моли эндемичного гавайского рода Hyposmocoma.

## Распространение
Встречается на острове Гавайи. Типичное местообитание — в районе Кона на высоте 1300 м.